# Nesorhinus
Nesorhinus è un genere di mammiferi perissodattili estinti, appartenenti ai rinocerotidi. Visse tra il Pleistocene inferiore e il Pleistocene medio (circa 1 milione - 700 mila anni fa) e i suoi resti fossili sono stati ritrovati in Asia.

## Descrizione
I membri di questo genere di rinoceronti erano di dimensioni intermedie tra quelle dell'attuale rinoceronte di Sumatra (Dicerorhinus sumatrensis) e quelle dell'attuale rinoceronte di Giava (Rhinoceros sondaicus). La specie Nesorhinus hayasakai era alta circa 1,3 metri al garrese, e doveva pesare forse una tonnellata e mezzo; la specie N. philippinensis, più piccola, era di altezza simile ma più leggera (circa una tonnellata). Quest'ultima specie era dotata di zampe più snelle della precedente.
Nesorhinus doveva essere piuttosto simile ai rinoceronti asiatici attuali dei generi Rhinoceros e Dicerorhinus, ma se ne distingueva per alcune caratteristiche anatomiche. Le radici dei molari e dei premolari superiori, ad esempio, erano completamente isolate; ulteriori caratteristiche dell'ectolofo e del trigonide erano uniche di questo genere. Nesorhinus era inoltre caratterizzato dalla presenza di un tubercolo sopraglenoideo posteriormente convesso e saliente sulla scapola. Rispetto a Dicerorhinus e Rhinoceros, Nesorhinus se ne differenziava anche per l'assenza di cemento nei molari e nei premolari. Anche l'astragalo e i metapodi erano differenti da quelli dei rinoceronti asiatici attuali.

## Classificazione
Il genere Nesorhinus venne istituito nel 2021 per includere due specie di rinoceronti asiatici precedentemente descritte come Rhinoceros philippinensis e R. sinensis hayasakai. La prima, tipica dell'isola di Luzon (Filippine), venne descritta originariamente da Gustav H. R. von Koenigswald nel 1956, sulla base di denti fossili nella provincia di Cagayan circa vent'anni prima; a questa specie vennero in seguito attribuiti altri resti, tra cui una mandibola ben conservata proveniente dall'area di Fort Bonifacio. Solo nel 2014, nei pressi di Rizal (Kalinga), venne recuperato uno scheletro parziale quasi completo, che permise di mettere in luce le differenze tra questa forma e le restanti specie attribuite a Rhinoceros; nel 2021 questa specie venne attribuita quindi al nuovo genere Nesorhinus. A questo genere venne attribuita anche la specie N. hayasakai, descritta nel 1984 come Rhinoceros sinensis hayasakai e proveniente da Taiwan. Il significato del nome generico Nesorhinus, pertanto, deriva dal greco antico nễsos (νῆσος, isola), e dal suffisso -rhinus (naso), usato frequentemente per designare i generi di rinoceronti.
Nesorhinus, secondo un'analisi cladistica, rappresenterebbe il sister taxon di un clade composto dai due generi Dicerorhinus e Rhinoceros. Gli autori della prima descrizione indicano che Nesorhinus potrebbe essersi diffuso dalla terraferma verso le isole di Taiwan e di Luzon tramite island hopping durante il tardo Miocene o in un'epoca successiva (Antoine et al., 2021).

## Paleoecologia
Nesorhinus philippinensis era più piccolo e meno robusto di altri rinocerotidi coevi; ciò suggerisce che questa specie era soggetta al fenomeno del nanismo insulare, secondo il quale specie di grande taglia tendono a divenire via via più piccole una volta raggiunta un'isola. N. philippinensis è il primo perissodattilo noto a essere soggetto a questo fenomeno (Antoine et al., 2021).

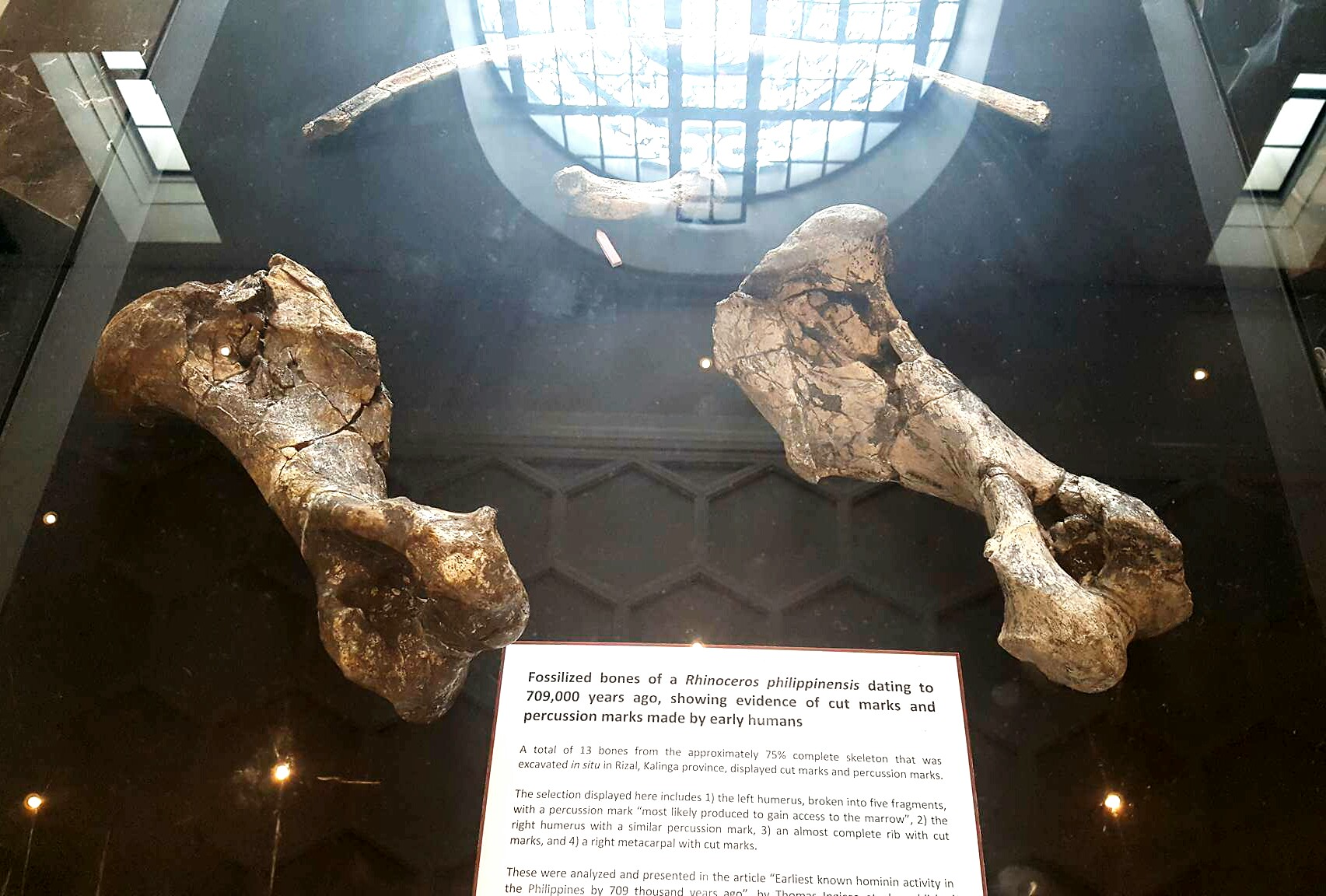
Fossili di N. philippinensis recanti segni di macellazione da parte dei primi abitatori di Luzon

Lo scheletro fossile di N. philippinensis rinvenuto a Kalinga è stato ritrovato insieme a 57 strumenti di pietra. Uno studio del 2018 ha collocato la data del fossile di rinoceronte a circa 709 mila anni, dopo che lo smalto dei denti del rinoceronte è stato sottoposto a datazione grazie al metodo di risonanza di spin elettronico. Gli autori dello studio hanno trovato segni di macellazione sulle ossa delle costole, dei metacarpi e di entrambi gli omeri; ciò suggerisce che il rinoceronte fosse stato macellato dai primi esseri umani (o ominidi) che abitavano l'isola. Non sono state segnalate ossa di alcun ominide dal sito, ma sono stati ritrovati oltre 50 strumenti di pietra insieme al rinoceronte, che forniscono prove dirette delle attività umane nel sito (Ingicco et al., 2018).